# Vukmanovac
Vukmanovac (cyr. Вукмановац) – wieś w Serbii, w okręgu pomorawskim, w gminie Rekovac. W 2011 roku liczyła 358 mieszkańców.